# Struer
Struer é um município da Dinamarca, localizado na região ocidental, no condado de Ringkobing.
O município tem uma área de 175 km² e uma  população de 19233 habitantes, segundo o censo de 2003.